# 이천종합운동장
이천종합운동장(利川綜合運動場, Icheon Sports Complex)은 대한민국 경기도 이천시에 있는 스포츠 시설이다. 처연잔디 필드와 우레탄 트랙이 갖춰진 경기장이며, 2001년에 준공되었다. 이천 대교 WFC와 이천 시민 FC의 홈 경기장으로 사용되었다.

## 사진

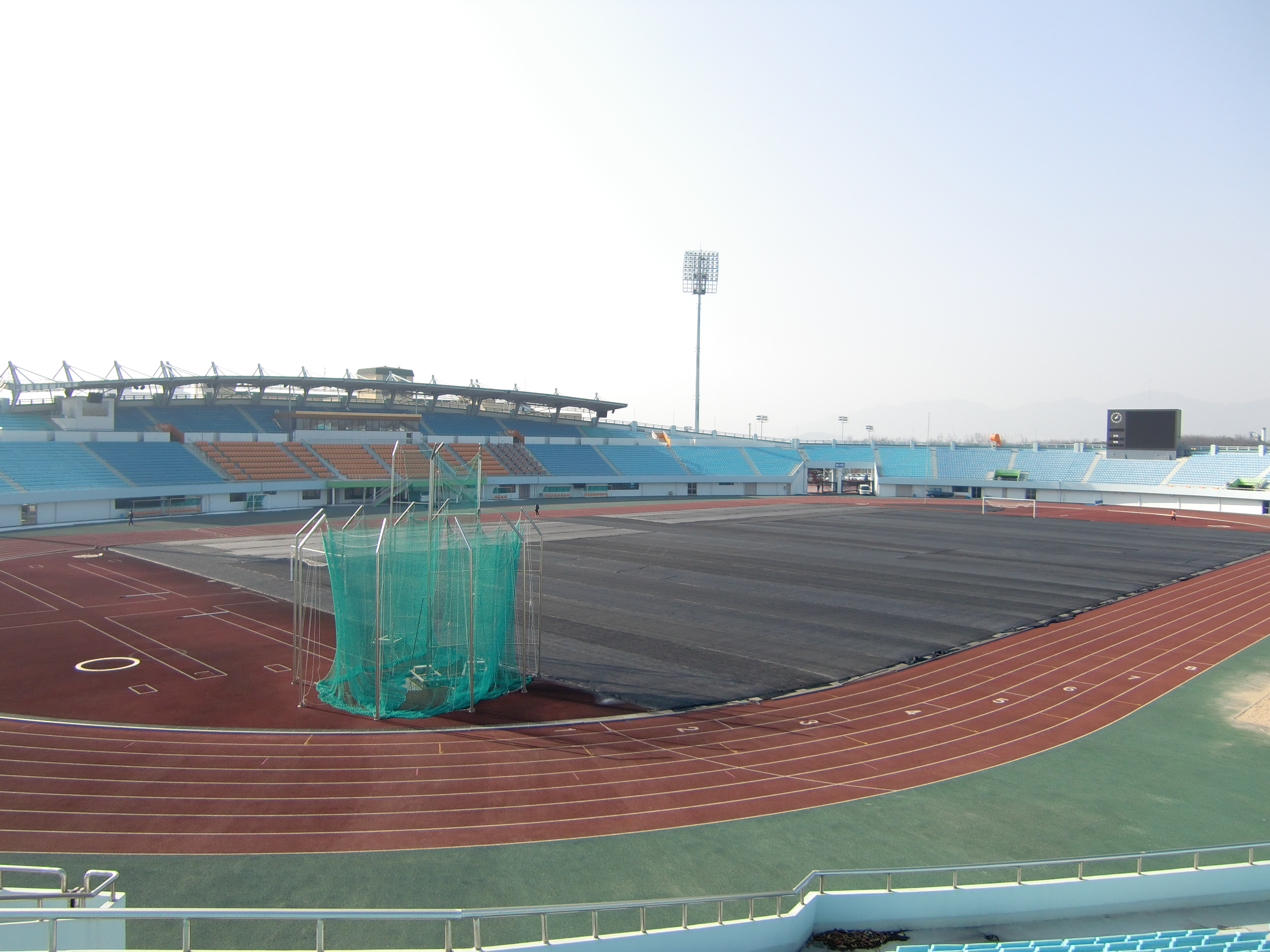
주 경기장 내부
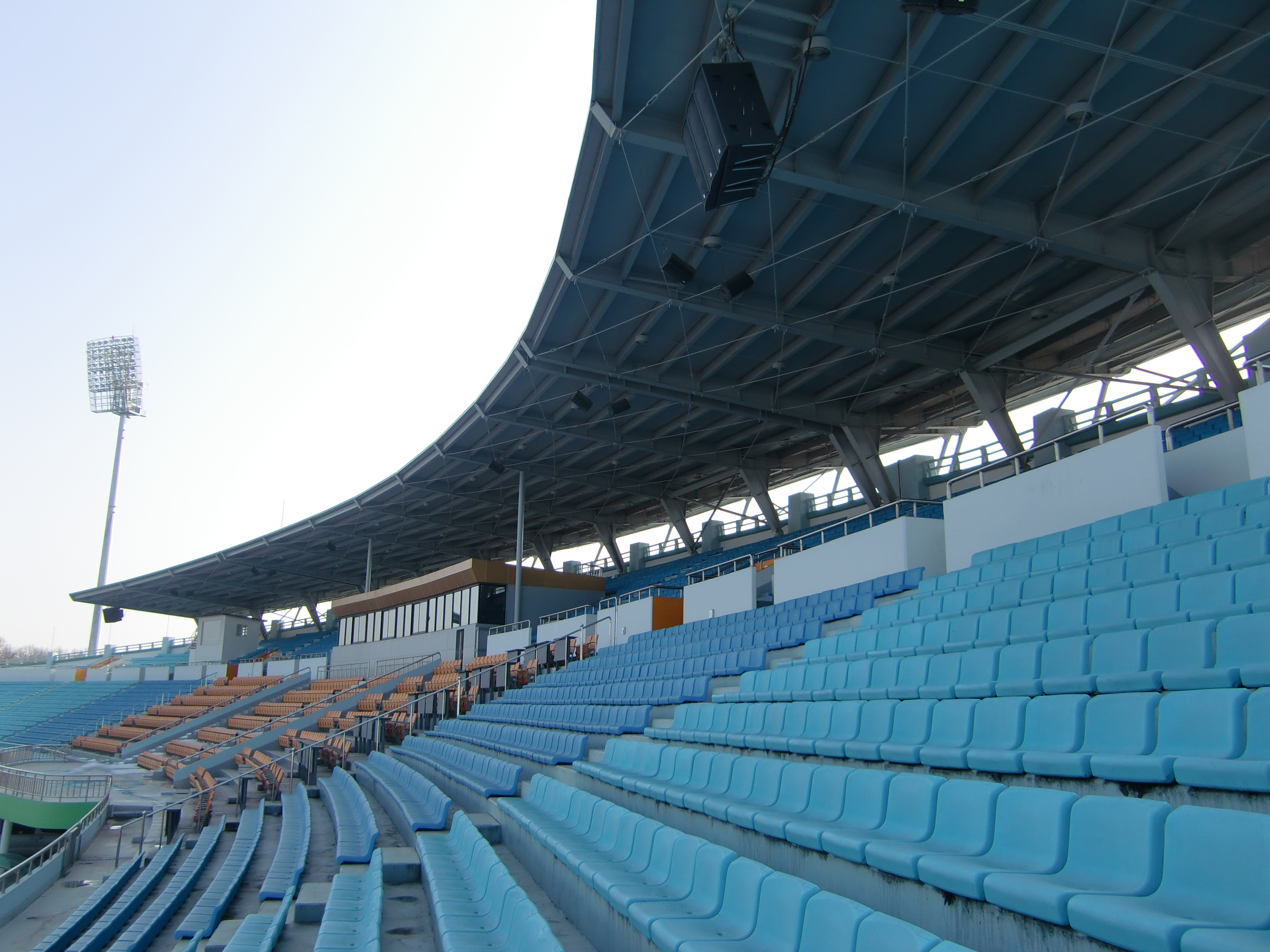
주 경기장 내부
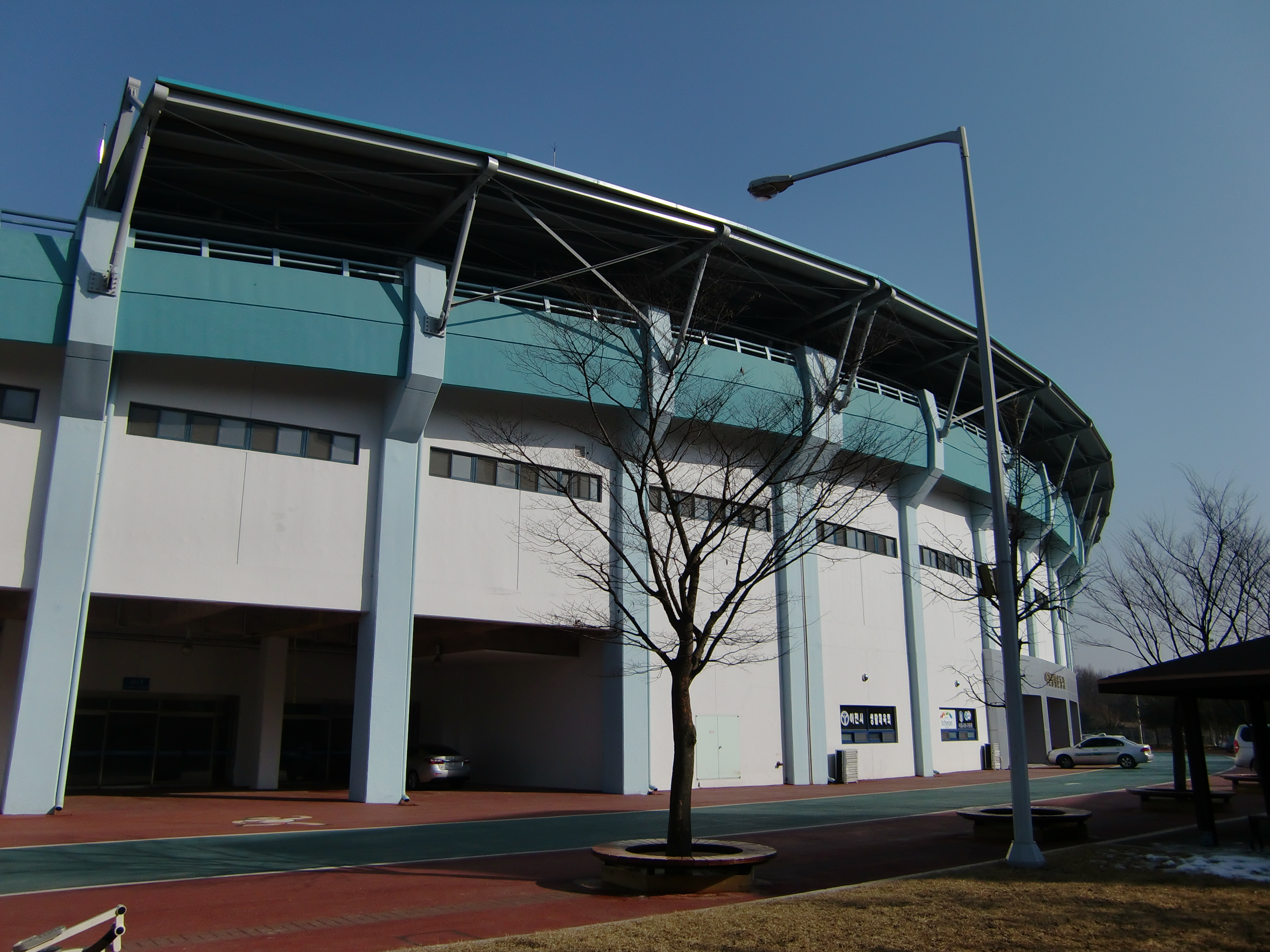
주 경기장 외관

## 참고 문헌
- “이천종합운동장”. 이천시청.
- 《전국 공공체육 시설 현황 (2017년말 기준)》. 대한민국 문화체육관광부. 2019.
- 《2019년 전국 공공체육시설 현황 (2018년말 기준)》. 대한민국 문화체육관광부. 2020.
- 《2020년 전국 공공체육시설 현황 (2019년말 기준)》. 대한민국 문화체육관광부. 2021.
- 《2023 전국 공공체육시설 현황 (2022년 12월말 기준)》. 대한민국 문화체육관광부. 2024.

## 같이 보기
- 이천종합운동장 보조경기장